# 乐高模块拼砌系列
乐高模块拼砌系列（英語：Modular Buildings），在中国大陆常被称为街景系列，在香港常被称为模组屋，是乐高自2007年起推出的拼砌玩具类别。作为根据乐高成年爱好者以及乐高青少年爱好者社群所提出的意见和建议而开发的系列，其套装通常附含组件数量在2000块以上的多座高阶建筑，并使用了乐高官方套装中此前从未尝试过的非正统建造技术。相比起大多面向儿童和青少年的乐高套装，模块拼砌系列大多数套装的建议组装年龄为16岁或以上。模块拼砌系列套装受到了广泛好评，它被乐高设计师及受众视为“成年人的玩具”。

## 总览
系列中的所有套装也可以接合在一起，以形成由彼此相邻的若干建筑物组成的大型街景布局。模型底座的接插件可将系列中的其它模型轻松实现连接。

### 历史
2006年，乐高面向乐高成年爱好者（Adult Fans of Lego, AFOL）社群开展了一项民意调查。调查号召成年受众对于乐高集团的未来发展模式提出他们的想法和意见。一些提交的想法包括：更多的城市及日常建筑、拥有更多建筑细节的结构、逼真的建筑、符合迷你人型比例的建筑、立体和封闭的建筑，等等。这些想法均被纳入乐高的考量，并在一年之后发布了模块拼砌系列的首个套装：转角咖啡廳。乐高爱好者被邀请在套装的设计过程中提供意见和建议。

## 系列套装

### 转角咖啡廳
转角咖啡馆（编号：10182）是模块拼砌系列的第一款产品。它于2007年4月最先发布。该套装附含2056块组件，建议组装年龄为16岁或以上。套装中的一些特点包括在街角上的3层建筑、竖直的“Hotel”标识、开启的门窗、咖啡桌和遮阳伞、条纹雨篷以及3个小人仔。大量独特的建造技术被结成一体，例如附加物、吹雪机作为装饰、立体拐角以及三维外立面。
在此第一款产品的开发过程中，设计师曾考虑过几个不同成本的选项。一个较昂贵的版本拥有更多的咖啡馆特点、深绿色的内墙、一辆自行车和一个额外的迷你人偶。与此相反，被视为成本较低的另一版本则缺少后部外墙、内部阶梯、额外的二层内墙，以及仅2个迷你人偶且不含自行车。
乐高爱好者能够对初始的原型提出改善建议，例如为屋顶增加了颜色（原本为灰色）以及为“Hotel”标识增加了半透明组件。

### 市场大街
市场大街（编号：10190）是模块拼砌系列的第二款产品，由荷兰的乐高迷埃里克·布洛克（Eric Brok）所设计。它最初是作为转角咖啡廳的增补套装于2007年发布。该套装附含1236块组件，建议组装年龄为10岁或以上。套装特点包括开放的门窗、大门、条纹雨篷以及3个迷你人偶。在市场街中应用的先进建造技术则包括：弧形楼梯、墙壁上的“油漆剥落”部分、可互换的地板、荷兰/比利时风格的阶形屋顶、地下室、位移窗户、以及锻铁外观的装潢和大门。
市场街是模块拼砌系列中独特的套装，因为它只有不到2000块组件，并且建议组装年龄仅为10岁或以上而非常见的16岁。比其它套装更小的原因之一是为了向模块拼砌系列提供成本更低的准入门槛。
作为乐高工厂的套装，市场大街展现的是一个爱好者设计，从而促进乐高工厂DIY版本的发展。其模块化特性使得模型可以激励人们去设计他们自己的地板模块（或家具套件）而无需建造一个完整的房屋。——埃里克·布洛克，乐高成年爱好者及市场街设计师
市场大街是模块拼砌系列中唯一一套会在包装盒上以乐高工厂品牌发布的套装。这是因为它本来是由乐高爱好者而不是一个乐高设计师所设计。一位来自荷兰的乐高迷埃里克·布洛克与乐高设计师紧密合作设计了这一款套装。

### 绿色杂货店

由绿色杂货店（左）、消防队（中）和大型百货商场（右）所组成的街景

绿色杂货店（编号：10185）是模块拼砌系列的第三款产品。它于2008年最先发布。该套装附含2352块组件，建议组装年龄为16岁或以上。套装中的一些特点包括蓝白色雨蓬、开放的门窗、每间房细致的内饰、屋顶露台、防火梯、通往建筑后方的庭院以及4个小人仔。在绿色杂货店中应用的先进拼砌技术包括使用黑色骨架和槌制作栏杆、使用黑色矛枪作为防火梯的护栏、使用桨叶用于落地钟的钟摆以及使用铰链制作飘窗。
绿色杂货店与该系列之前两款产品的区别在于其拥有更大程度的内部细节。有鉴于转角咖啡馆和市场街存在光秃的内饰，绿色杂货店在每一楼层内都附含道具（例如立式暖气炉）或是一些家具（例如落地钟）。首层是配置齐全、带有开门式冷藏货架和食品纸箱的杂货卖场。乐高食品组件在杂货店的品种包括胡萝卜、苹果和香蕉。这里还有一个通往上层公寓套间的楼梯，以及一个带有信件的信箱套件。

### 消防队
消防队（编号：10197 （页面存档备份，存于））于2009年9月发布，是模块拼砌系列的第四款产品。该套装附含2231块组件，建议组装年龄为16岁或以上。作为模仿现实存在于1930年代的消防站，套装中附含有钟楼、开放的车库门、1930年代风格的消防车和4个小人仔及防火狗。如同绿色杂货店，消防队的所有楼层都配齐家具。消防队也是首款连同车辆一起供应的模块房屋，这是一辆1930年代风格的消防车。该套装还包括一些新的、独特组件，例如金色的防火盔和一个红色的车库推拉门。
在套装中应用的新拼砌技术包括对门牌号码的系统编排。楼房前部显示的年份为1932年，这源自乐高的成立年份。数字3也出现在套装的路面上，表示这是由乐高设计师杰米·贝拉德（Jamie Berard）在模块拼砌系列中的第三款作品（他此前设计了转角咖啡馆及绿色杂货店）。

### 百货公司
百货公司（编号：10211 （页面存档备份，存于））于2010年3月发布，是模块拼砌系列的第五款产品。该套装附含2182块组件，建议组装年龄为16岁或以上。作为模仿现实存在于20世纪初期的百货公司，套装中附含有冰激凌摊档、展示橱窗、窗户清洁台和屋顶广告牌等逼真的外观。内部的细节则包括有自动扶梯、试衣间以及琳琅满目的“商品”。它建于一个街角上，与转角咖啡馆及豪华影剧院类似。套装共提供7个小人仔，包括一些制作得看起来像是人体模型的人仔。

### 宠物店
宠物店（编号：10218）于2011年5月发布，是模块拼砌系列的第六款产品。该套装附含2032块组件，建议组装年龄为16岁或以上。这是该系列中第一套实际由两栋楼房制成、并单独使用同样的科技销子使模件的其余部分连接在一起。它们可以调转或分离并环绕其它的建筑。棕色的楼房为小镇洋房，而沙蓝色的楼房为宠物店。棕色楼房是除市场街外，唯一带有地下室的建筑。宠物店在底层还有一个特殊功能，这里的铰链式楼梯可以折叠以腾出更多的通道间供玩耍（已随市场大街发行）。那里共有4个小人仔、2个鹦鹉和1个带金鱼的鱼缸。套装中还附含3个狗骨头、1个球、1个玩具蛙、1个鸟笼、1个水桶和刷子。这也是高度最低的一个套装，其总高仅刚过25厘米。而高度第二低的模块组是33厘米的市场街。套装包括完整的内饰诸如卫生间、床、厨房和壁炉。

### 市政厅
市政厅（编号：10224）发布于2012年3月，是模块拼砌系列的第七款产品。该套装附含2766块组件，从而取代绿色杂货店成为最大的模块系列套装，建议组装年龄为14岁或以上。它含有众多内饰细节，诸如运行中的电梯，沿着桌板和露台可以看见地板下方。除了内部细节，套装同样具有许多外部细节，例如前阶的四个支柱和房屋背部的窗户，以及房屋顶部的钟楼。房屋上显示的日期，1891年代表着乐高创始人的出生年份，而房屋调转之后显示的1981年则是设计师阿斯特里德（Astrid）的出生年份。套装内共有8个小人仔以婚礼新人的形象出现。该套装是由乐高在2012年2月16日分别以£149.99、$199.99和€179.99的价格发售。其全球停产日期为2014年12月31日，并且比其前辈拥有更短的寿命。

### 皇宮大戲院
皇宮大戲院（编号：10232 （页面存档备份，存于））发布于2013年3月发布，是模块拼砌系列的第八款产品和第三款转角建筑。该套装附含2194块组件及两层楼。皇宮大戲院是首个以乐高创意百变组专家品牌发布的模块拼砌系列套装，并且是迄今唯一附含贴纸的套装。此外，皇宮大戲院也是第二款只有两层楼而不是常见三层楼的模块建筑，并包括有一辆宽敞风格的黑色别克轿车。

### 巴黎餐厅
巴黎餐厅（编号：10243 （页面存档备份，存于））是模块拼砌系列的第九款产品，于2014年1月发布。该套装附含2194块组件，其厨房镶嵌着蓝白相间的瓷砖，拥有丰富的食材储备和餐具，还有带下拉床、小厨房和壁炉的舒适公寓。顶楼是艺术家的工作室，包括铸铁加热器、画架、画笔和两幅艺术作品。二楼外部悬挂着一排灯笼和鲜花的楼梯向下通往屋顶露台，用餐者可在此享受户外用餐体验。这一套装还包括罕见的白色牛角包以及橄榄绿色、深蓝色和深红色的砖块。高阶的外观细节则包含带有牛角包细节的外立面、人行道、轻便摩托车甚至是背面的一个大垃圾箱和垃圾桶。

### 侦探社
侦探社（编号：10246 （页面存档备份，存于））是模块拼砌系列的第十款产品，于2015年1月1日发布。该套装附含2262块组件，建议组装年龄为16岁或以上。它包含有一间侦探事务所、一间名为“阿尔的”理发店、一个娱乐室和一个楼上的公寓。“阿尔的”标示与宠物商店、市政厅和消防队的各种标示类似。娱乐室“Pool”标示的特点则是运用了此前从未有过的拼砌技术。娱乐室内部配备有一个吊扇、一张台球桌和一个飞镖盘。侦探事务所的办公桌上包含有线索资料、一个保险柜，以及挂画后面的墙内密室。理发店则设有镜子、剪刀、灯饰和供顾客使用的转椅。而公寓则拥有一个老式卫生间和一个小厨房。这一模块较以往的房屋有所不同，因为它包含有密室使得走私迷局遍布整座建筑，一种全新的箱体技术、新的组件以及较为现代的设计。其不同之处还在于这是在相同基座上拥有两栋房屋的唯一一款模块。建筑的正面设有一个报摊、一棵树和两个露台。此外还有6个小人仔和各类配件。

### 积木银行
积木银行（编号：10251 （页面存档备份，存于））是模块拼砌系列的第十一款，发布于2016年1月1日。该套装附含2380块组件，建议组装年龄为16岁或以上。积木银行的特点包括银行、秘书室、银行经理办公室、洗衣店和细致的外立面及人行道。银行设有宽敞的中庭大厅、拱形入口、三角图案地砖、华丽的吊灯、锈铜色的天窗、配备隐藏式报警按钮的交易柜台以及防弹玻璃，并有配备保管箱的银行金库和大型转门。洗衣店则设有打印窗口、瓷砖地板和4台洗衣机。秘书室搭配有挂钟、打字机、抽屉开启的壁柜、壁炉和咖啡机。而银行经理办公室则摆设有配备银行灯和审批公章的办公桌、真皮大班椅、印刷的肖像、雕塑品和一个壁柜。它包含有5个小人仔。

### 集會廣場
集會廣場（編號：10255）是模組建築系列的第十二款產品，也是此系列十週年特別推出的產品，發布於2017年1月1日。該套裝附含4002塊組件，是此系列創建以來最多組件的產品，建議組裝年齡為16歲以上。集會廣場包括了三棟建築，其中兩棟建築是相連在一起的。其特色有樂器店面，咖啡館，花店，樂高愛好者的房間，牙醫診所和點心店。這個廣場中間有一個噴水池，而在樂器店那一棟建築中二度採用「鏡子」，這是繼偵探事務所之後第二個使用鏡子的產品。除此之外，樂器店也有薩克斯風、電吉他等。咖啡館有咖啡機和沙發座位、桌子，花店角落擺了一些花。牙醫診所有一個等待區、診療的座位、燈及器具。點心店裡有著各式點心和一個烤爐。集會廣場有九個小人，其中一個是在推車裡的小寶寶。此外，產品中也有兩種動物，小狗和鸚鵡。

### 城市餐館
城市餐館（編號：10260 （页面存档备份，存于））是模組建築系列的第十三款產品，於2018年1月1日發布。该套装附含2480块组件，建议组装年龄为16岁或以上。城市餐館是一棟三層的建築，第一層為1950年代風格的餐廳，內有紅色的椅子、點唱機、櫃台和開放式的廚房。第二層設有健身房和擂台，第三層則設有一間錄影棚。懷舊餐廳有六個小人，他們的表情各不相同。

### 轉角修車廠
轉角修車廠 10264
在轉角修車廠，可發現各樓層的驚喜！在首層有一個 1950 年代風格的加油站，設有燃油泵、自助服務亭和車輛車間，並配有捲簾門、車輛升降機和輪胎安裝器。
前往 LEGO ® Creator Expert 10264 轉角車庫，在那裡會發現一個充滿樂趣和驚喜的世界！這個驚人的模型帶有可移動的建築部分，可以容易訪問高度詳細的內部，合共 3 層。地面層有一個 1950 年代風格的加油站，配備燃油泵、售貨亭和配備捲簾門、車輛升降機和輪胎安裝機的車輛車間。中層之動物診所設有檢查台、魚缸和帶沙發的等候區，而上層設有帶廚房、電視、沙發、床和樓梯之設備齊全的公寓通向帶日光躺椅、遮陽傘和花園的屋頂露台。該建築的外部採用經典的 1950 年代立面，帶有標牌、精緻的窗戶和裝飾性屋頂線，以及一個種有樹木和華麗街燈的人行道區域。模塊化建築系列的這一迷人補充旨在提供具有挑戰性和有益的建築體驗，充滿懷舊氣息。還包括一輛踏板車、拖車和 6 個小人仔，以及鸚鵡、兔子、狗、青蛙和魚人仔。

### 書店
書店 10270
3 層樓書店和相鄰的模組化樓房建物，帶給您滿滿的趣味建築技巧和讓人驚嘆的細部設計，包括一個展示櫥窗、閱讀角落和開放式設計。收藏家可得意地將此組 2504 片大型樂高組合，與其他模組化建物一起展示出來。 持續擴充模組化房屋系列 樂高創意百變模組化建物系列，是一套採擷自全世界各地先進互聯拼砌建物，強調其原創設計特色的優選系列。

### 警察局
警察局10278
模型拼砌組合充滿精巧設計細節與意外驚喜，適合想集中精神的大人。 探索時髦特色與打擊犯罪的細節，包括1 塊案件線索板，板上畫有連結線索的寫實紅線、盤式錄音機、牢房、證物櫃等等。 內有2,923 個零件與5 個人偶，包括1 個1940 年代警官，具備豐富內容可以探索。

### 精品酒店
10297
想像在豪華旅館度過美好時光。這裡的每個細節都經過精心設計。這裡每個客人的要求都會獲得滿足。現在您可用這款給大人的樂高® 精品旅館（10297）模型拼砌自己的度假去處。
打造此模型的五個區塊，享受長時間的沉浸式拼砌體驗。這間旅館有著獨特的三角形幾何結構與優雅裝飾，靈感來自世紀之交的豪華歐式建築。拼砌客房與頂樓套房、大廳、陽台和階梯。接著探索旅館中的所有故事，包含向其他樂高模組化建築系列模型致敬的趣味特色。

### 自然歷史博物館
10326
2024年這款街景系列的新盒組有豐富的經典細節，包含一系列積木組成的展品，在中庭聳立直達博物館二樓的腕龍骨架。
組裝這款酷炫的樂高盒組，以積木逐塊製作博物館與展品的每個細節，展開成就感十足的旅程。
一樓有一系列自然歷史展品，而二樓則以太空和科學文物為焦點，還有參考經典樂高盒組的獨立展區。
屋頂是館長辦公室，設有 2 扇天窗，讓光線能透進建築物。此盒組也包含 7 隻人偶

## 相关套装

### 迷你模块
乐高设计师杰米·贝拉德创作了许多模块拼砌产品，并出于娱乐的心态决定将他的套装制成迷你版本。这五组随后作为一个单独的套装10230号发布，并附含1356块组件，每组各配备一个8x8的基座，使它们仅有原建筑四分之一的比例。这个套装最初仅面向乐高集团的VIP客户，但其后亦可供常规发售。
在2014年10月，四套类似的迷你模块系列由玩具反斗城独家发布。它们是40180（Bricktober Theater，剧院）、40181（Bricktober Pizza Place，比萨广场）、40182（Bricktober Fire Station，消防局）和40183（Bricktober Town Hall，市政厅）。尽管名称近似，但它们并非既有模块拼砌系列的微缩版本，而是全新的设计。它们的拼砌比最初的迷你模块更为简单，仅是基于6x8的基座，并且各包含有两辆机动车，目标年龄段是7岁或以上。
在2015年10月，四款新的套装再由玩具反斗城发布。它们是40141－酒店（Bricktober Hotel，204块组件）、40142－火车站（Bricktober Train Station，180块组件）、40143－面包店（Bricktober Bakery，234块组件）和40144－玩具反斗城商店（Bricktober Toys "R" Us store，165块组件）。此次的基座为8x8和8x10（以及外盒较厚，但其它方面的大小相同），同时这是最后一次各包含有两辆机动车。

## 挑战
对于这些套装设计师的一项挑战是，他们在设计的过程中无法使用乐高积木的全部色板和曾经生产过的颜色。相反，他们在设计产品时仅限于使用乐高当时正在生产的积木及颜色。举个例子，对于转角咖啡馆，设计师希望在套装中包含自行车组件，但在当时，制作这个自行车组件的机器损坏了。为了使设计师能够在他的作品中加入该组件，机器必须被修复。而在市场街中，乐高迷设计师仅限于将现有的积木与颜色组合作为“有效组件”，这意味着积木在当时已处于在产状态。没有任何新积木可以被引入这一系列。
进度安排曾经也是模块房屋在设计过程中所面临的一项挑战。对于绿色杂货店，设计师相信套装可以从另一款设计迭代的发布前受益。这些套装具体特质所需求的设计时间比起普通乐高套装更大。据预计，这一系列在未来将不会再受到此类进度安排压力的影响。
在转角咖啡馆（可能也有其它的同系列套装）的设计期间，设计师必须与建筑说明小组紧密合作，因为他所使用的一些“非传统技术”还从未在“官方的乐高产品中尝试过”。
对于内饰没有被包含在该系列首两款模型——转角咖啡馆和市场街之中的理由，是因为它们没有出现在包装的组件图片中。而当模块拼砌系列随着前两款套装证实获得成功后，对于第三款的绿色杂货店，设计师被允许在每个楼层中加入内饰细节。结果，后续套装的大部分内饰细节，例如绿色杂货店，都没有显示在包装盒上，并仅可在拼砌的过程中发现。然而，每个套装的盒子还是会具备一些内部细节的特征，例如大型百货商场里的自动扶梯和侦探事务所里的桌球台。

## 迴響
模块拼砌系列被乐高设计师及玩家网站均视为“成年人的玩具”。其产品测评大都非常正面，而最多的批评都指向价格和难度系数。对于转角咖啡馆，一位评论者抱怨建筑的内饰在任何修整中都是空的。这种投诉在后续的模型例如绿色杂货店中得到解决，后者在其三个楼层中的每一层都包含了已完成的内饰细节。
当这一系列的首个套装——转角咖啡馆发布时，设计师曾表示，只有在该首个套装的销售理想，才会有更多的同一系列套装跟随面世。而后来在2008年的一次关于第三款产品——绿色杂货店的采访中，设计师表示其销量已强大到足以支撑第四款同系列产品（意指计划在2009年发布消防队作为第四款产品）。